# Варбручей
Варбручей — ручей в России, протекает по территории Онежского района Архангельской области. Длина ручья — 10 км.
Ручей берёт начало из Варбозера на высоте 181,0 над уровнем моря.
Течёт преимущественно в северо-восточном направлении по заболоченной местности.
Ручей в общей сложности имеет шесть притоков суммарной длиной 13 км.
Впадает с левого берега на высоте ниже 143 м над уровнем моря в реку Нюхчу, впадающую в Онежскую губу Белого моря (Поморский берег).
Населённые пункты на ручье отсутствуют.
Код объекта в государственном водном реестре — 02020001412202000007379.